# Богородский, Виталий Васильевич
Вита́лий Васи́льевич Богоро́дский (22 апреля 1919, Пошехонье-Володарск, Ярославская губерния — 6 октября 1986, Ленинград) — советский океанолог, геофизик, член-корреспондент АН СССР (1970).

## Биография
Участник Великой Отечественной войны (в званиях от рядового до капитана). Участник Парада Победы.
В 1951 году с отличием окончил электрофизический факультет Ленинградского электротехнического института. Работал там же: ассистент, старший преподаватель, доцент, с 1967 года профессор. В 1972—1978 гг. зав. кафедрой фотоэлектронных приборов. Также читал курс лекций по математической физике в Ленинградском гидрометеорологическом институте.
В 1955 году создал гидроакустическую лабораторию в Арктическом и антарктическом НИИ (Ленинград, с 1960 года Отдел физики льда и океанов) и был её бессменным руководителем.

## Научная деятельность
Проводил гидрофизические исследования Северного Ледовитого океана и Антарктики.
Научные интересы:
- акустика льда и океана,
- активная и пассивная радиолокация ледяных покровов,
- лазерная техника в применении к изучению движения глетчеров,
- гидрооптика,
- методы контроля состояния окружающей среды.

### Научные труды
- Богородский В. В. Физические методы исследования ледников. — Л.: Гидрометеоиздат, 1968. — 214, [4] с.
- Физика пресноводного льда. Л., 1971 (соавт.);
- Радиозондирование льда. Л., 1975;
- Лед: Физические свойства. Современные методы гляциологии. Л., 1980 (совместно с В. В. Гаврило);
- Разрушение льда. Л., 1983 (соавт.).
- «Радио-тепловое излучение земных покровов» (совместно с А. И. Козловым и Л. Т. Тучковым, 1977),
- «Поляризация рассеянного и собственного радиоизлучения земных покровов» (совместно с Д. Б. Канарейкиным и А. И. Козловым, 1981),
- «Микроволновая радиометрия земных покровов» (совместно с А. И. Козловым и А. И. Логвиным, 1985);
- «Проникающая радиолокация морских и пресноводных льдов с цифровой обработкой сигналов» (совместно с А. В. Оганесяном, 1987).

## Награды и звания
Доктор физико-математических наук (1956).
Член-корреспондент Академии Наук СССР по Отделению океанологии, физики атмосферы и географии (1970).
Награждён двумя орденами Отечественной войны I степени, орденом Отечественной войны II степени, орденом Красной Звезды и многими медалями, в том числе «За победу в Великой Отечественной войне 1941—1945 гг.», «За оборону Кавказа», «За взятие Вены», «За освобождение Белграда».
Дважды лауреат Государственной премии СССР (1969 — за комплекс гидроакустических исследований в Арктике, имеющих большое значение для развития фундаментальной науки и решения прикладных задач, и 1983 — за цикл работ в области физики льда и гляциологии).